# Trixagus duvalii
Trixagus duvalii is een keversoort uit de familie dwergkniptorren (Throscidae). De wetenschappelijke naam van de soort werd in 1859 gepubliceerd door Henri Achar de Bonvouloir.